# Jyoti Amge
Jyoti Kisange Amge, född 16 december 1993 i Nagpur, är en indisk skådespelare och världens kortaste nu levande kvinna. På grund av medfödd kortvuxenhet är Amge 62,8 centimeter lång. Amge spelar birollen Ma Petite i fjärde säsongen av American Horror Story.